# Johan Holst (skådespelare)
Johan Holst, född 9 maj 1939, är en norsk skådespelare.
Holst har varit engagerad vid Det Nye Teater, Edderkoppen Teater, Oslo Nye Teater, Nationaltheatret, Riksteatret och Teater Univers. Han har också verkat vid Fjernsynsteatret samt i filmerna Sønner av Norge kjøper bil (1962) och Episode (1963).

## Filmografi
- 1962 – Sønner av Norge kjøper bil
- 1963 – Episode